# Part-Time Scientists
PTScientists, anteriormente conocido como Part-Time Scientists, es un grupo de científicos e ingenieros voluntarios con sede en Alemania. Fue el primer equipo alemán en participar oficialmente en la competición Google Lunar X Prize el 24 de junio de 2009. Su objetivo es poner en marcha una misión a la Luna.

## Historia
El equipo de Part-Time Scientists se formó en junio de 2009, cuando diez equipos ya formaban parte del concurso Google Lunar X-Prize (GLXP), que comenzó en 2007. Más adelante, se fundó la empresa Part-Time Scientists GmbH (Limited).
Entre el 22 y el 23 de agosto de 2009, Part-Time Scientists presentaron su proyecto en el Open Doors Day del Ministerio Federal de Educación e Investigación en Alemania.
El 28 de diciembre de 2009, el equipo presentó su misión en el 26° Congreso Anual de Comunicación del Caos. Con una duración de dos horas de presentación, el equipo proporcionó una descripción detallada del contenido del proyecto. Esa fue la primera vez que el prototipo privado de Lunar rover de fabricación europea se presentó al público.
A principios de 2015, el equipo ganó premios en las categorías Mobility y Vision, y un total de 750,000 dólares en los premios Milestone de GLXP.
Durante el Festival Internacional de Publicidad, celebrado en Cannes, el 23 de junio de 2015, Audi anunció que sería el principal patrocinador y socio. Como resultado de esta cooperación, el nuevo prototipo de rover lo llamaron Audi Lunar Quattro lo presentaron durante el Salón del Automóvil Internacional de Norteamérica en 2016 celebrado en Detroit.
El 29 de noviembre de 2016, se anunció la firma de un contrato de lanzamiento con Spaceflight Industries para el vuelo a la Luna mientras que el módulo de aterrizaje y los dos rovers vuelan como carga secundaria. A principios de 2017 se tuvieron que retirar de la competición del concurso Google Lunar X-Prize por no tener tiempo de cumplir sus expectativas.
En la feria de exposición CeBIT del año 2017, Vodafone anunció que cooperaría en la misión siendo asimismo patrocinador, utilizando la tecnología LTE en la Luna para garantizar la comunicación entre el módulo de aterrizaje y las dos unidades lunar quattro de Audi.

## Subproyectos

### Lanzamiento
En marzo de 2017, el grupo anunció que planeaban realizar el primer alunizaje privado del mundo en el año 2019, utilizando en principio y tras largas negociaciones un cohete Dnepr ruso/ucraniano. Debido al diseño modular del módulo de aterrizaje ALINA se decantó por el cohete de fabricación hindú Polar Satellite Launch Vehicle (PSLV), barajando también la opción de utilizar también el Falcon 9 de dos etapas, diseñado y fabricado por la compañía estadounidense SpaceX de Elon Musk.  También tienen planeado desplegar dos vehículos lunares en el valle lunar Taurus-Littrow, lugar donde quieren alunizar, explorar la superficie lunar con un rover y transferir imágenes y videos a la Tierra, y luego dedicarse a buscar el Lunar Roving Vehicle que dejó el astronauta de la NASA Eugene Cernan en el año 1971 durante la misión del Apolo 17. Según el equipo, los materiales del vehículo lunar son particularmente interesantes para investigar la influencia de varias décadas de condiciones espaciales en los materiales utilizados. Las investigaciones se llevarían a cabo por medio del análisis espectral de la cámara montada en el cabezal.
En principio se anuncia un lanzamiento planificado para el año 2019.

### Aterrizador
Un primer prototipo de aterrizador llamado Julio Verne R0 -lleva el nombre del escritor de ciencia ficción y pionero francés Julio Verne- fue anunciado en diciembre de 2010. El 14 de diciembre de 2014 el equipo Part-Time Scientists anunció la contratación del equipo Space Team de la Universidad Técnica de Viena para acelerar el desarrollo del módulo de aterrizaje. El prototipo fue construido en una escala de 1:1.
En 2016 se presentó el módulo de aterrizaje definitivo conocido como ALINA (Autonomous Landing and Navigation Moduline) en la Exhibición Aeroespacial Internacional que tiene lugar en Berlín. Se trata de un sistema de transporte pesado de 330 kg, que debe aterrizar con la ayuda de 7 cámaras de forma independiente. Tiene la peculiaridad de que el módulo de destino puede adaptarse de forma flexible a su medio ambiente y no se tiene que adaptar a un vehículo de lanzamiento específico.
Con la colaboración de Vodafone el Lander estará equipado con sistema de telecomunicaciones LTE permitiendo una comunicación más fluida entre los robots, además de un notable ahorro de energía y que a su vez podrá enviar más señal a la superficie de los Lander.

### Carga útil
Además del receptor LTE, el módulo de aterrizaje ALINA proporcionará más unidades de carga útil, que se pueden colocar a la izquierda en el módulo de aterrizaje. Además, un CubeSats deberá suspenderse antes de aterrizar en la órbita lunar. Gedex, una empresa canadiense, también enviará un gravímetro HD-AGG (High-Definition Airborne Gravity Gradiometer) a la Luna. El objetivo es desvelar datos sobre ciertas anomalías de gravedad medidas primero por el orbitador Lunar Orbiter y más tarde durante la misión del Apolo 17.

### Red de comunicación en la nube
La red de comunicación en la nube COMRAY consiste en una red distribuida globalmente de estaciones transmisoras y receptoras. Esta distribución permite una comunicación ininterrumpida las 24 horas del día, los 7 días de la semana, con operativos en la Luna o en Marte.

### Software de presentación
La aplicación "PresenTationS", se presentó en el 26º Congreso de Chaos Communication Congress (26C3) en 2009. "PresenTationS" está siendo desarrollada y será publicada bajo la Licencia Pública General de GNU (GPL). Admite numerosos efectos de transición y formatos de gráficos. Varios parámetros ajustables permiten generar animaciones con efectos de imagen similares a películas.

## Part-Time Scientists GmbH
Part-Time Scientists GmbH es la compañía que representa al equipo. Abrió oficinas en Berlín-Mahlsdorf en 2015. También es conocida por el nombre de PTScientists.
Actualmente está revendiendo carga útil de la misión Moon a empresas privadas, organismos y múltiples compañías. El precio de un kilogramo de carga útil oscila entre 700,000 y 800,000 euros. Además, el know how del equipo está disponible como un servicio de consultoría.
Una fuente adicional de ingresos son los productos de comercialización para la misión de la Luna.

### Socios
Lista de socios:
Comunicaciones y tecnología
- Audi
- Vodafone
- Nokia y Nokia Bell Labs

Misión científica y socios académicos
- Centro Aeroespacial Alemán
- Universidad de Wurzburgo
- International University of Rabat

Socios tecnológicos de la misión
- Riedel
- SCISYS

Misioneros
- Altium
- CMOSIS
- FreeFlyer
- Grünwald Electronic
- jama
- LeitOn
- mindmeister
- Profitbricks
- Quast
- Schneider Kreuznach
- Schulz Electronic
- SLM Solutions
- SolidLine
- RoboDrive
- Universidad Técnica Hamburg-Harburg